# ایگناتیوس مورادگی دوسون
ایگناتیوس مورادگی دوسون ( سوئدی: Ignatius Mouradgea d'Ohsson؛ ۳۱ ژوئیهٔ ۱۷۴۰ – ۲۷ اوت ۱۸۰۷) تاریخ‌نگار، خاورشناس و دیپلمات ارمنی‌تبار اهل سوئد بود.

## زندگی‌نامه
وی در ۳۱ ژوئیهٔ ۱۷۴۰ در کنستانتینوپل به دنیا آمد . وی در ۲۷ اوت ۱۸۰۷ در سن ۶۷ سالگی درگذشت.

## یادداشت
1. ↑  ترکیب نام او اندکی معماگونه است و در آن مفهومِ اسمی ارمنی مشاهده نمی‌شود مضاف بر اینکه تلفظ دقیق آن نیز مشکل است و احتمال دارد که شکل نهایی این اسم در فرانسه پدید آمده باشد. به هرحال، مفهوم تقریبی ترکیب آن به قرار زیر است: موراد همان مراد است که نامی رایج در امپراتوری عثمانی بوده. ‏پسوند گئا به فرانسه ژِآ (‎-gea‏) تلفظ می‌شود، ‏d’‏ (‏de‏) در زبان فرانسه نشانهٔ نجابت است و معمولاً جلوی اسم قرار می‌گیرد که البته در طول انقلاب ۱۷۸۹ حذف شده بود و اوسون (اوهسون) هم اصلاً نامی اسکاندیناویایی، به ویژه سوئدی است. از قدیم الایام این ترکیب، در دانشنامه‌ها، ‏گاه با مدخل «دوسُون» و گاه نیز با مدخل «موراد گئا» آمده‌است. آنتوان ایساک سیلوستر دو ساسی (‏Antoine Isaac Silvestre de Sacy‏)، شرق‌شناس فرانسوی، ‏شرح حال دوسُون را، که در چاپ اول بیوگرافی میشو (در چاپ دوم مدخل ‏Mouradgea d’Ohsson‏ دقیق تر نوشته شده‌است و ما نیز در این مقاله از آن استفاده کرده‌ایم) درج شده، قابل استناد می‌داند. در ایران، این نام به ندرت شناخته شده و مثلاً، در ترجمهٔ کتاب ادوارد براون (تاریخ ادبی ایران، ترجمهٔ علی اصغر حکمت)، تنها در مورد آثار دوسُون پسر مطالبی آمده‌است. بعدها نام او در چندین کتاب مرجع فارسی از جمله در فرهنگ خاورشناسان، تألیف سحاب؛ ‏دایرهٔ المعارف فارسی (ج۱)؛ و نیز فرهنگ جامع خاورشناسان مشهور و مسافران به مشرق زمین (ج۱)، تألیف نیک بین ذکر شده‌است. ‏ (طبق آخرین تحقیقات مشخص شده‌است که نام ارمنی موراد گئا دوسُون مورادخان توسونیان Muradcan Tosunyan بوده‌است. ـ پیمان).